# 小行星2249
小行星2249（2249 Yamamoto）是一颗围绕太阳公转的小行星。1942年4月6日，卡爾·威廉·萊茵姆特在海德堡发现了此天体。
該小行星以日本天文學家山本一清命名。
这颗小行星的绝对星等为110.14579等。